# 鳳南町
鳳南町（おおとりみなみまち）は、大阪府堺市西区にある町名。現行行政地名は鳳南町一丁から鳳南町五丁。住居表示は未実施。

## 地理
西区の中央部に位置し、南に上、北に鳳東町、西に鳳西町、南西に高石市、東に中区毛穴町と接している。

## 世帯数と人口
2020年（令和2年）3月31日現在（堺市発表）の世帯数と人口は以下の通りである。
| 丁目       | 世帯数    | 人口    |
| ---------- | --------- | ------- |
| 鳳南町一丁 | 90世帯    | 203人   |
| 鳳南町二丁 | 414世帯   | 890人   |
| 鳳南町三丁 | 1,383世帯 | 3,681人 |
| 鳳南町四丁 | 169世帯   | 296人   |
| 鳳南町五丁 | 1,459世帯 | 3,482人 |
| 計         | 3,515世帯 | 8,552人 |

### 人口の変遷
国勢調査による人口の推移。
| 1995年（平成7年）  | 4,893人 | [ 6 ]  |  |
| 2000年（平成12年） | 5,112人 | [ 7 ]  |  |
| 2005年（平成17年） | 5,590人 | [ 8 ]  |  |
| 2010年（平成22年） | 7,393人 | [ 9 ]  |  |
| 2015年（平成27年） | 8,508人 | [ 10 ] |  |

### 世帯数の変遷
国勢調査による世帯数の推移。
| 1995年（平成7年）  | 1,668世帯 | [ 6 ]  |  |
| 2000年（平成12年） | 1,841世帯 | [ 7 ]  |  |
| 2005年（平成17年） | 2,001世帯 | [ 8 ]  |  |
| 2010年（平成22年） | 2,765世帯 | [ 9 ]  |  |
| 2015年（平成27年） | 3,154世帯 | [ 10 ] |  |

## 学区
市立小・中学校に通う場合、学区は以下の通りとなる。
| 丁目       | 番   | 小学校           | 中学校         |
| ---------- | ---- | ---------------- | -------------- |
| 鳳南町一丁 | 全域 | 堺市立鳳南小学校 | 堺市立鳳中学校 |
| 鳳南町二丁 | 全域 | 堺市立鳳南小学校 | 堺市立鳳中学校 |
| 鳳南町三丁 | 全域 | 堺市立鳳南小学校 | 堺市立鳳中学校 |
| 鳳南町四丁 | 全域 | 堺市立鳳南小学校 | 堺市立鳳中学校 |
| 鳳南町五丁 | 全域 | 堺市立鳳南小学校 | 堺市立鳳中学校 |

## 事業所
2016年（平成28年）現在の経済センサス調査による事業所数と従業員数は以下の通りである。
| 丁目       | 事業所数  | 従業員数 |
| ---------- | --------- | -------- |
| 鳳南町一丁 | 9事業所   | 64人     |
| 鳳南町二丁 | 23事業所  | 64人     |
| 鳳南町三丁 | 203事業所 | 2,640人  |
| 鳳南町四丁 | 25事業所  | 189人    |
| 鳳南町五丁 | 55事業所  | 803人    |
| 計         | 315事業所 | 3,760人  |

## 交通
- 大阪府道30号大阪和泉泉南線

## 施設
- 堺市立鳳南小学校
- 堺鳳南郵便局[14]
- アリオ鳳
- 鳳公園[15]

## その他

### 日本郵便
- 郵便番号 : 593-8325[3]（集配局：鳳郵便局[16]）。

## ゆかりのある人物
- 馬場伸幸（衆議院議員、日本維新の会代表、社会福祉法人 ドレミ福祉会理事長） - 住所が鳳南町1丁[17][18]。